# Haynes (Arkansas)
Haynes è un comune degli Stati Uniti d'America, situato in Arkansas, nella contea di Lee.